# 岳鄂王庙
岳鄂王庙，旧称岳众行祠，俗称西瓜庙，是中国浙江省宁波市一处纪念岳飞的庙宇。岳鄂王庙位于鄞州区东钱湖镇莫枝村湖滨西路，始建于南宋端平年间，现存建筑建于民国十年（1921年）。1991年8月成为鄞州区文物保护单位。

## 图片

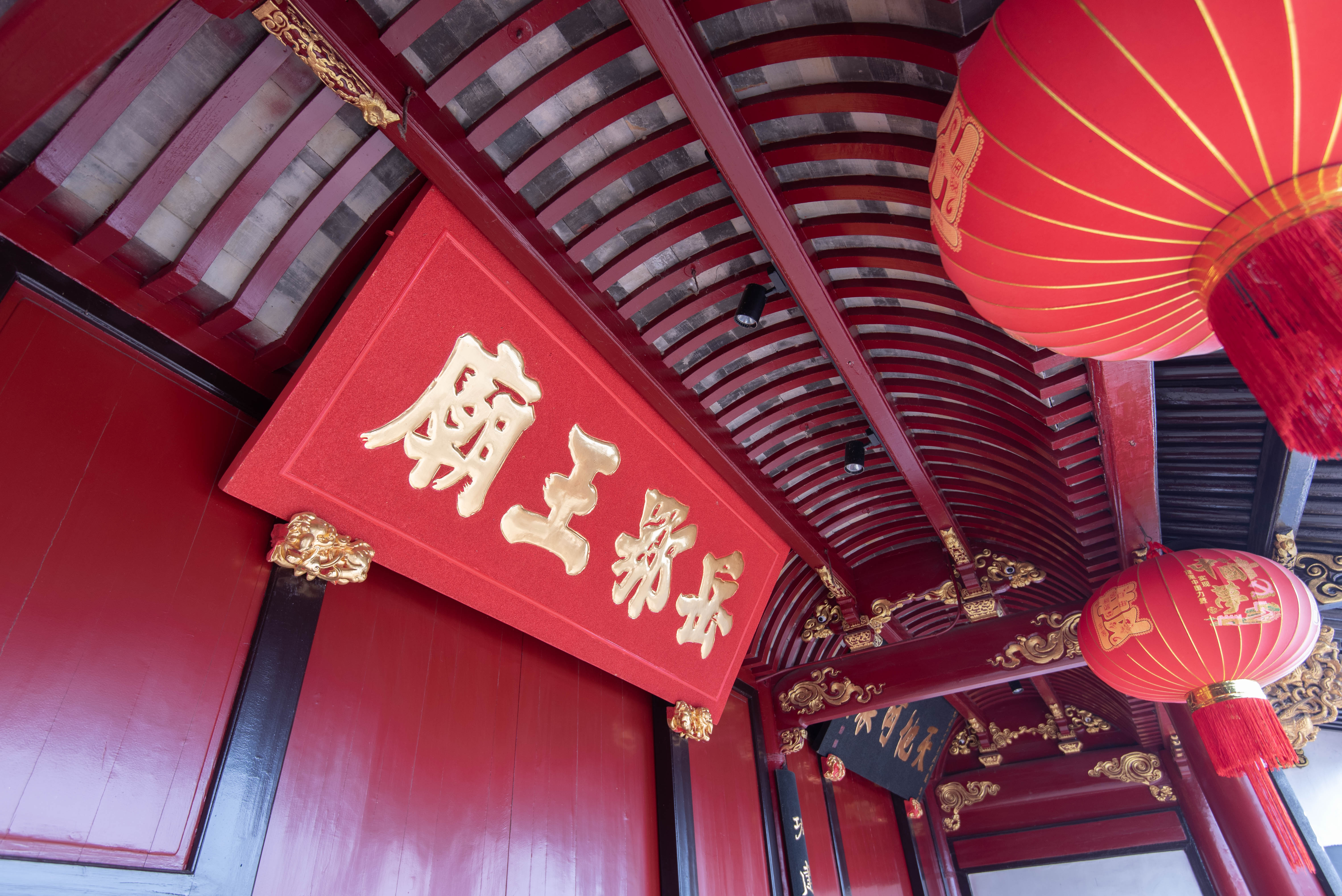
匾额
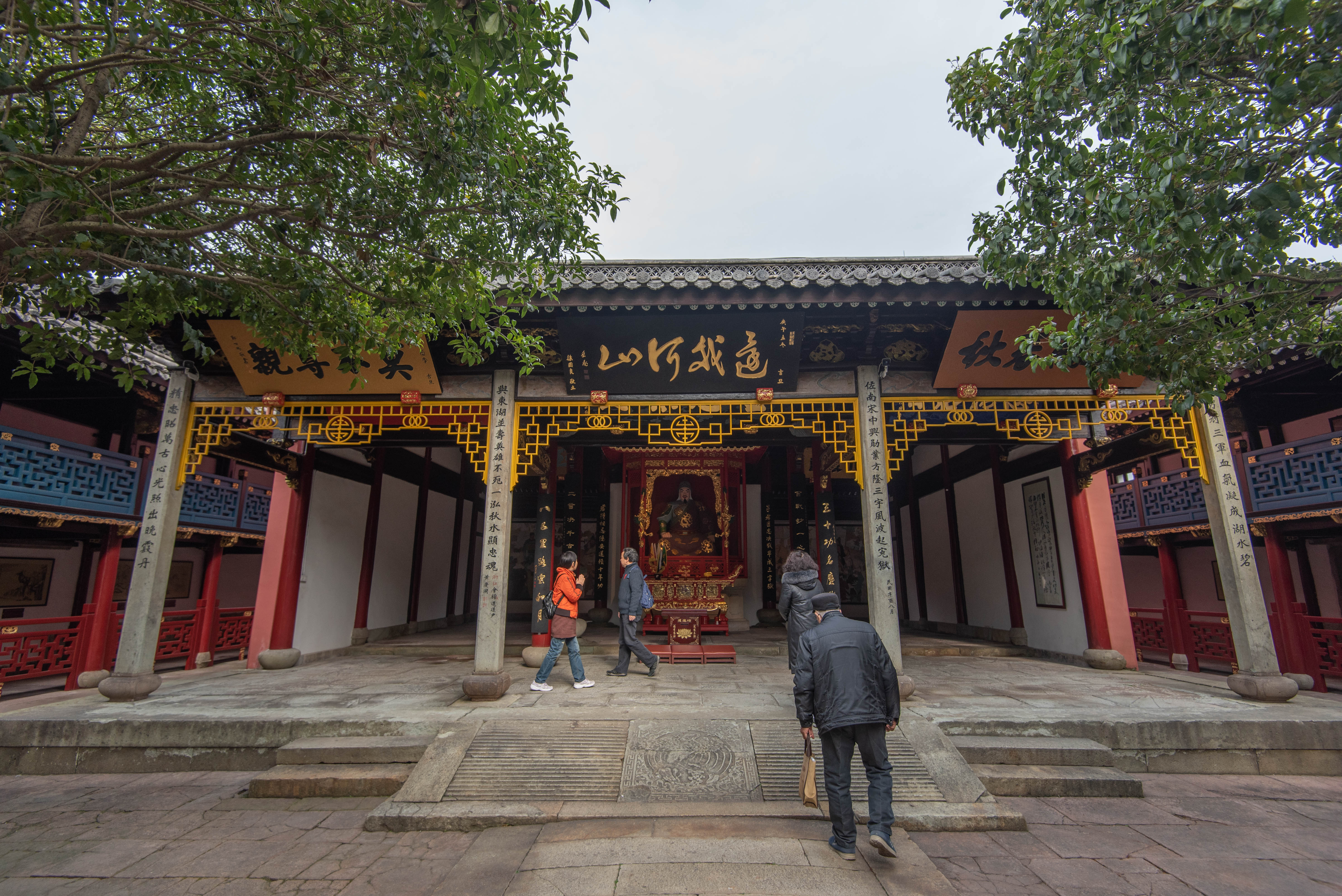
正楼
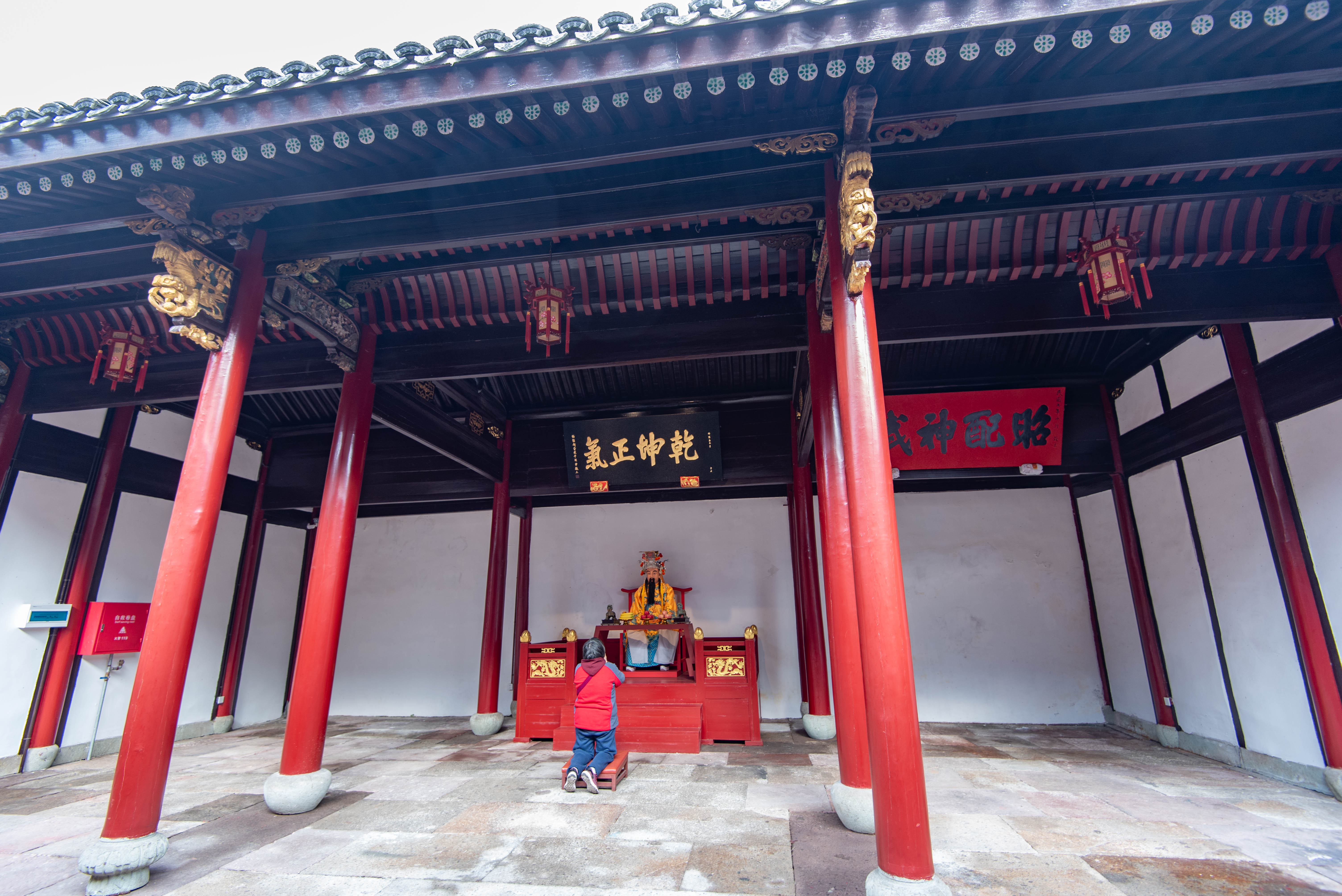
后楼